# Chapdeuil-et-Saint-Just
Située dans le quart nord-ouest du département de la Dordogne, Chapdeuil-et-Saint-Just est une ancienne commune française qui a existé de 1827 à 1887. À cette dernière date, les deux communes initiales qui la composaient ont été rétablies.

## Histoire
Chapdeuil-et-Saint-Just est une commune française créée en 1827 à la suite de la fusion des communes de Chapdeuil et de Saint-Just.
En 1887, les deux communes initiales redeviennent indépendantes.

## Démographie

### Après la fusion des communes
| 1831 | 1836 | 1841 | 1846 | 1851 | 1856 |
| ---- | ---- | ---- | ---- | ---- | ---- |
| 872  | 841  | 777  | 770  | 760  | 721  |

| 1861 | 1866 | 1872 | 1876 | 1881 | 1886 |
| ---- | ---- | ---- | ---- | ---- | ---- |
| 746  | 768  | 687  | 737  | 691  | 695  |